# Libia en los Juegos Olímpicos de México 1968
Libia estuvo representada en los Juegos Olímpicos de México 1968 por un deportista masculino que compitió en atletismo.
El equipo olímpico libio no obtuvo ninguna medalla en estos Juegos.